# Rogaci, Kărdjali
Rogaci (în bulgară Рогач) este un sat în comuna Krumovgrad, regiunea Kărdjali,  Bulgaria. 

## Demografie
Componența etnică a satului Rogaci
     Turci (97,93%)
     Bulgari (1,37%)
     Nicio identificare (0,68%)
     Altele (0%)
La recensământul din 2011, populația satului Rogaci era de 291 locuitori. Din punct de vedere etnic, majoritatea locuitorilor (97,93%) erau turci, cu o minoritate de bulgari (1,37%). Pentru 0,68% din locuitori nu este cunoscută apartenența etnică.